# Heinz Logemann
Heinz Logemann (* 16. April 1907; † 7. Dezember 1992 in Bremen) war ein deutscher Architekt.

## Biografie
Logemann studierte in den 1920er Jahren an einer Technischen Hochschule. Er wirkte als Architekt in den 1930er bis 1960er Jahren in Bremen.
Zunächst entwarf er im konservativen Stil, dann aber im Stil der zeitgemäßen aber konservativen Moderne. Bekannt wurde er im „Bremer Giebelstreit“, als er 1949 für Ronning-Kaffee in der Sögestraße 54, hinter den Gerüstplanen versteckt, ein Giebelhaus baute, entgegen den Bauvorschriften der Bauverwaltung, die für die Straße traufständige Häuser vorgeschrieben hatte; die Bauverwaltung stimmte nach Verhandlungen nachträglich zu. Bekannt sind auch die denkmalgeschützten Gebäude Bankhaus Neelmeyer am Markt und das Allianz-Haus, Am Wall 144/146.
Logemann war Mitglied im Bund Deutscher Architekten (BDA) und in Bremen stellv. Präsident des Automobilclubs von Deutschland.

## Werke
Werke, alle in Bremen:

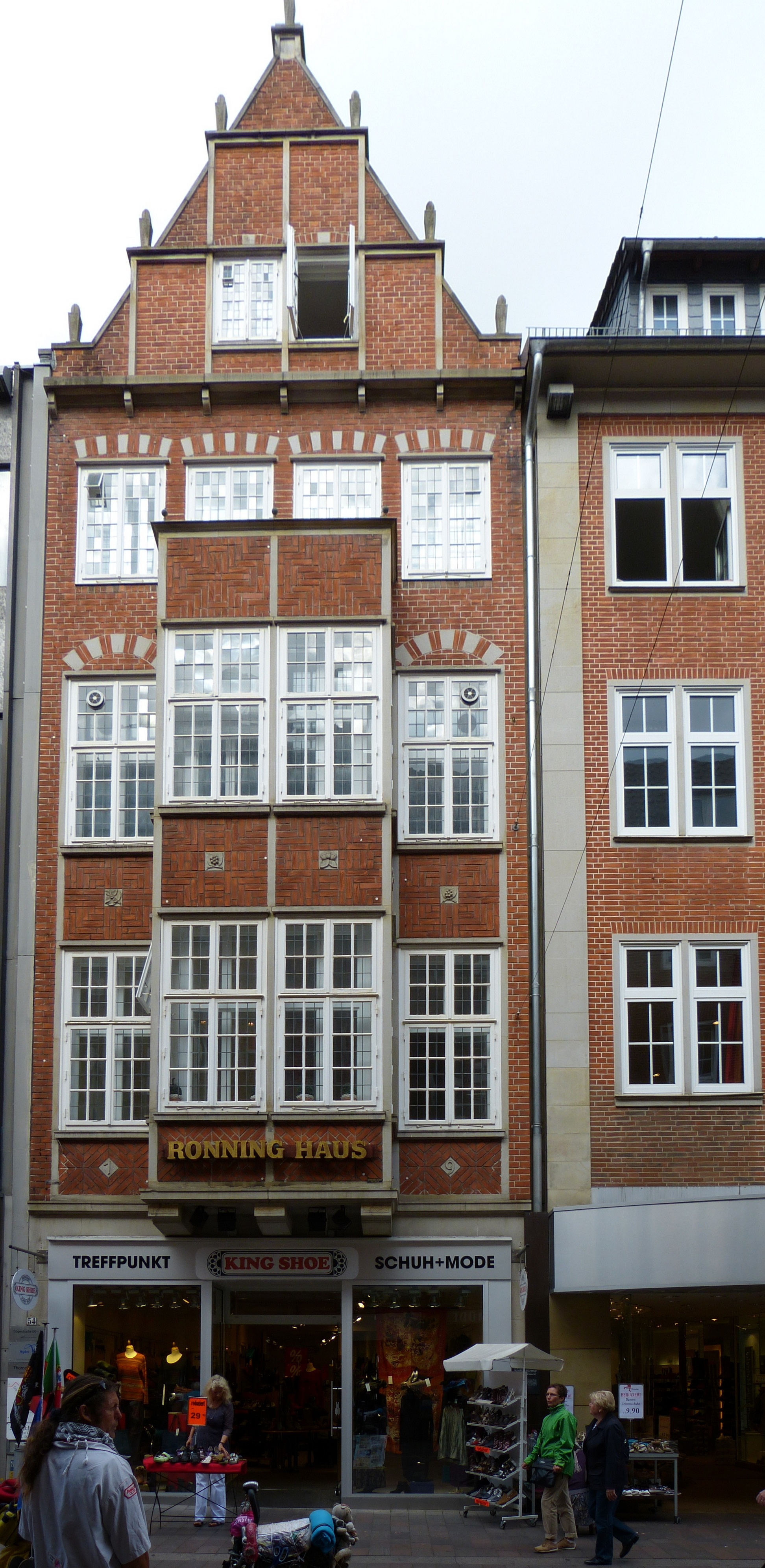
Ronning-Haus, Sögestraße 54

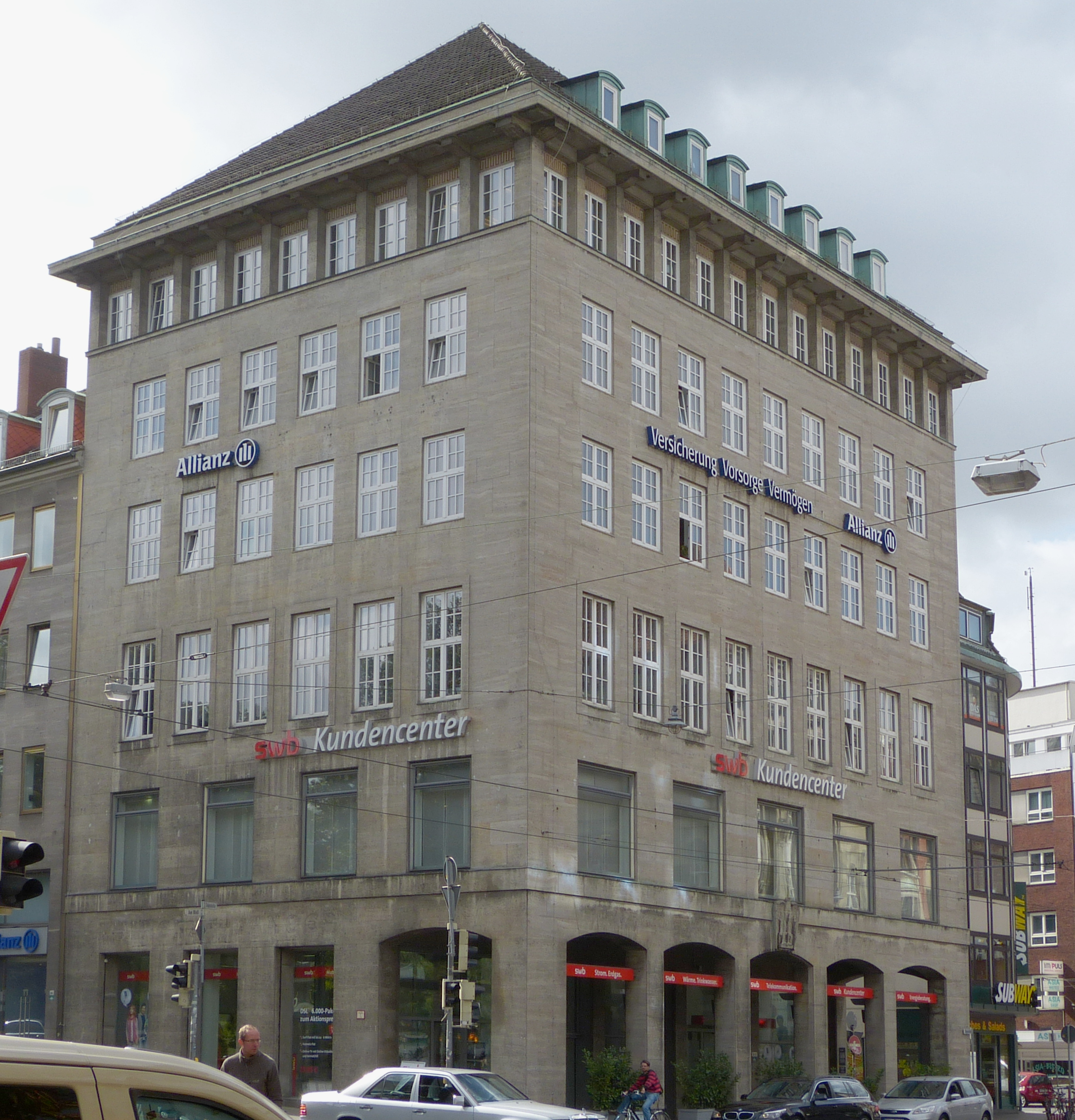
Allianz-Haus

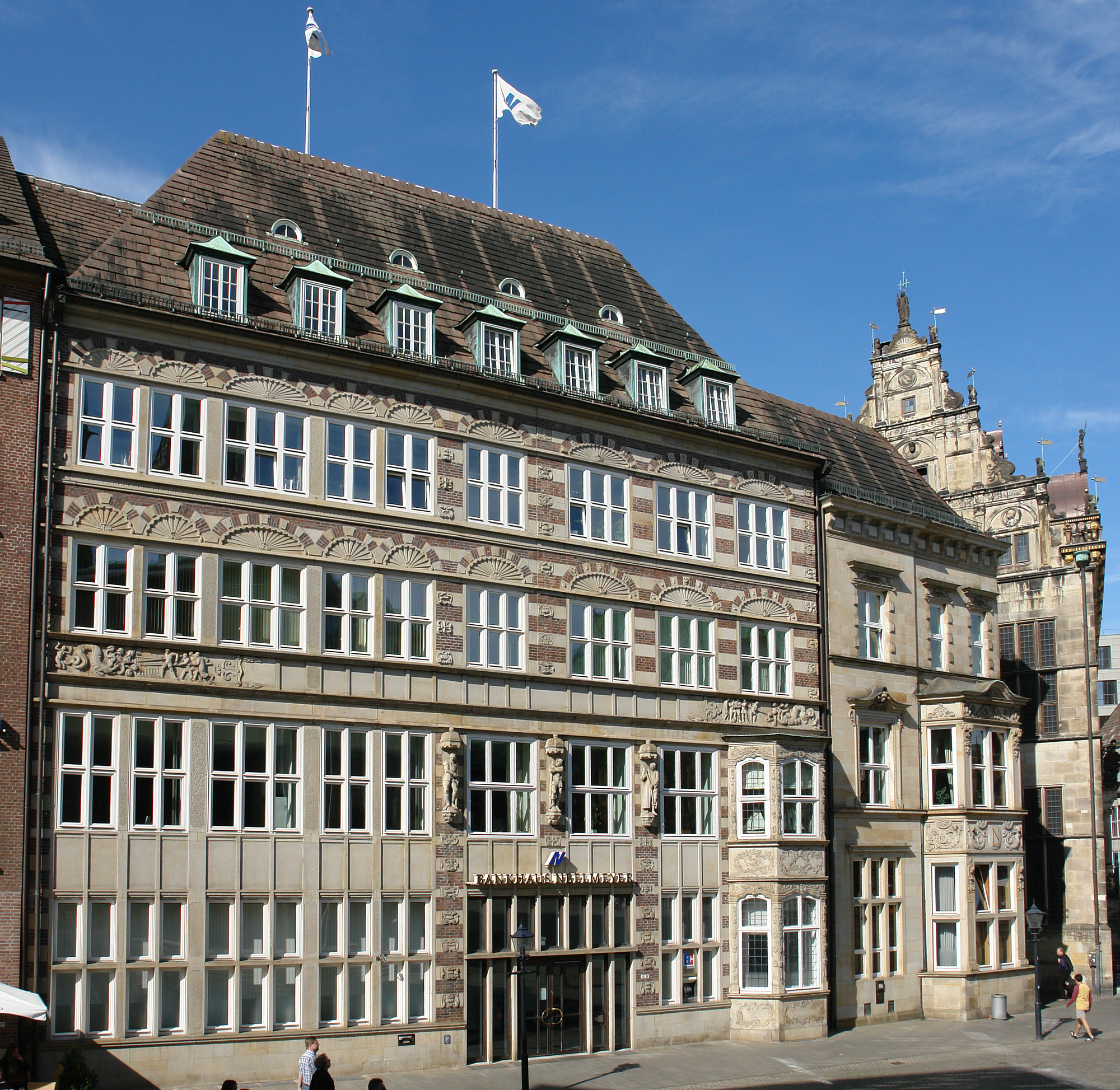
Bankhaus Neelmeyer

- 1930: Bavaria-Drogerie, Hemmstraße 192/Münchener Straße129 (zus. mit Architekt Hoffmann)
- 1934: Siedlung An der Varreler Bäke 41–67 (sieben eingeschossige Doppelhäuser für Kurzarbeiter, zus. mit Architekt Reinhard Ahlemann)
- 1934: Würtjenstraße/Horstedter Weg, „Kurzarbeitersiedlung“ der Bremer Lagerhausgesellschaft in Habenhausen, zus. mit Architekt Reinhard Ahlemann (46 Siedlerstellen in 23 eingeschossigen Doppelhäusern)
- ab 1936: Mitarbeit an der Siedlung der Siedlungs- und Baugenossenschaft „Grolland“ GmbH in Bremen Huchting
- 1938: Dankeskirche, Osterholzer Heerstraße (abgerissen für die 1969 errichtete Evangelische Melanchthon-Kirche)
- 1939: Greifswalder Platz/Greifswalder Straße/Wummensieder Straße, Volkswohnbauten für die „Weser“ Fluggesellschaft durch die Bremische Bau- und Siedlungsgesellschaft (Brebau), zus. mit Architekt August Abbehusen
- 1939: Rostocker-/Wismarer-/Güstrower Straße, Siedlung der Gewoba
- 1948: Geschäftshaus H.C. Schad, Sögestraße 50/52
- 1949: Wohn- und Geschäftshaus Faulenstraße in der Altstadt
- 1949: Ronning-Haus für Ronning Kaffee, Wohn- und Geschäftshaus Sögestraße 54
- 1951: Allianz-Haus, Am Wall 144/146, Ecke Sögestraße in der Altstadt
- 1954: Bankhaus Neelmeyer, Am Markt 14–16, Altstadt; mit Kurt Haering
- 1954: Geschäfts- und Bürohaus der Hamburg-Mannheimer Versicherung an der Bahnhofstraße 13/Breitenweg 2 mit Inneneinrichtung Tabakladen J. M. Schöner, jetzt im Schaumagazin Focke-Museum
- 1955: Rösterei Carl Ronning in der Neustadt, Richard-Dunkel-Straße
- 1958: Textilhaus Weipert & Co., Obernstraße 82/88 (durch mehrere Umbauten seit 1971 stark verändert)
- 1960: Geschäfts- und Bürohaus am Domshof 12 in der Altstadt